# Никола Чичов
Никола Драгиев Чичов е български опълченец на връх Шипка, родом от град Копривщица.
Никола Чичов воюва в Първа опълченска дружина на Българското опълчение, под знамената и командването на полковник Константин Кесяков.